# Smith & Wesson Centennial
S&W Centennial лінійка револьверів розроблені компанією Smith & Wesson на "рамці J". В залежності від калібру, барабан містив 5 (9 мм, .38 spl, .357 magnum), 6 (.32 magnum), 7 (.22 magnum) або 8 (.22 LR) набоїв. Основною особливістю револьвера Centennial є те що він мав внутрішній ударник подвійної дії.  Як і ніші револьвери з "рамкою J" Smith & Wesson, він мав відкидний барабан. Моделі Centennial робили в різних варіантах, як PD "Personal Defense", LS "Lady Smith" та M&P "Military & Police"

## Історія
Оригінальна Centennial Модель 40 була представлена в 1952 і отримала назву на честь 100-річного ювілею компанії.

## Моделі

### Модель 40 та 42
Smith & Wesson Модель 40 була представлена як Centennial в 1952 і була перейменована на Модель 40 в 1957. Модель 40 розроблена під набій .38 і мала барабан на п'ять набоїв. Револьвер мав короткий ствол, довжиною 1 7/8-дюйми. Він був створений на основі рамки J Smith & Wesson і мав вагу 595 грамів порожній. Револьвер мав запобіжник в руків'ї, оскільки деякі стрільці не могли звикнути до відсутності курка.
Smith & Wesson представили оновлену модель в 2007 з покриттям Doug Turnbull в якості колекційного.
Модель 42 з'явилась в 1952 під назвою Airweight Centennial, але в 1957 назву змінили на Модель 42. Револьвер за конструкцією був схожий на Модель 40 окрім того, що рамка була зроблена з алюмінієвого сплаву, в результаті револьвер важив легше за Модель 40. Випуск Моделі 42 припинили в 1974.

### Model 640

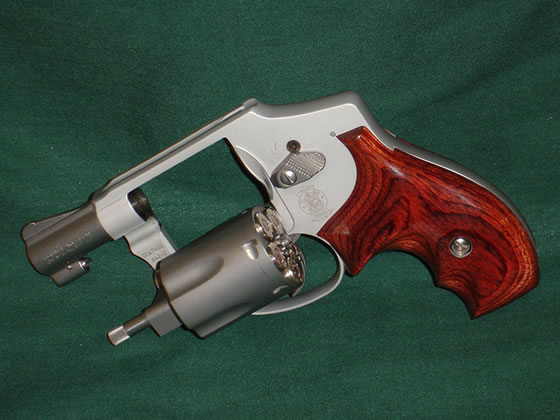
Револьвер Smith & Wesson Модель 642 з відкритим барабаном з ергономічними щічками з палісандру

Револьвер Модель 640 почали випускати з 1990 і був розроблений під набій .38 Special.  Він стандартний ствол довжиною 1-7/8 дюйми. Друга модель була дещо важчою та з довшим стволом довжиною 2-1/8 дюйми. До 1993 року було представлено версію з довжиною стволу 3 дюйми, коли його зняли з виробництва.
В 1996 році S&W почав випускати Модель 640 під набій .357 Magnum. Через потужність набою .357 magnum, рамку перед барабаном зміцнили.

### Моделі 442 та 642
Модель 442 має алюмінієву рамку та барабан з вуглецевої сталі. Модель 642 мала алюмінієву рамку та барабан з нержавіючої сталі.  В період з 1993 по 1996, модель 442 з обробкою з атласного нікелю.

### Модель 940
В 1993 S&W представили Модель 940, яка була схожа на Модель 640, але була створена під набій 9 мм Люгер. В 1996 році виробництво Моделі 940 було припинено.

### Моделі 340 та 342
В 2001 було представлено версію з рамкою зі скандію під набій .357 Magnum яка отримала назву Модель 340.  Цей револьвер важив 310 г.
Модель M&P 342 було представлено в 2001, загалом він був схожий на Модель 340, був розрахований під набій .38 Special +P через обмеження деяких поліцейських департаментів.

## Обмеження конструкції (версії зі скандієм)
Боєприпаси з кулею вагою меншою за 120 гранів (7,8 г) не можна використовувати через ризик ерозії рамки, через порох, який продовжував горіти на рамці після вильоту легкої кулі. Інше застереження власникам полягало в тому, що віддача могла виштовхнути набої з камори барабану при не щільному заряджанні, які могли заклинити барабан. Крім того точність була невеликою, оскільки ствол був не суцільною сталевою конструкцією, а вкладишем.
Use of the light weight metals that make it ideal for concealed carry has the result that there is little mass to absorb recoil. The effect is that the revolver tends to recoil in the shooter's hand more than handguns made of traditional materials. This can affect accuracy and also means the shooter takes longer to bring the firearm back on line for a second shot.